# True tears
『true tears』（トゥルー ティアーズ）は、2006年3月31日に、Windows用ソフトとしてLa'crymaから発売された恋愛アドベンチャーゲームである。また、2008年8月7日にはPlayStation 2移植版（CERO-B）となる『true tears 〜トゥルーティアーズ〜』が発売された。ゲームを中心に各種メディアミックス展開が行われた。

## 概要
本作はブロッコリーとサーカスの共同ブランドであるLa'crymaの初作品であり、タイトルの通り「真実の涙」をテーマとしている。2005年5月に開催されたドリームパーティ東京2005春にて制作が発表された。

## ストーリー
ヒロインたちが心に秘めている闇を取り除き、心を開かせることができるのか……。

## ゲームシステム
高校3年生の10月からゲームが開始され、卒業式までの約半年を過ごすことになる。一週間単位で進行し、週のうち3日間活動日（ヒロインのイベント）をプレイヤーが選択する。
ゲームの根幹をなすのが「ティアポイント」システムである。ヒロインの悩みや悲しみを数値化したもので、このティアポイントを減らす（増やさない）ことが攻略の基本となる。主としてイベント中に発生する三択で適切な選択肢を選ぶことでティアポイントは減らすことが出来るが、不適切なものを選ぶとティアポイントが増加してしまうこともある。また「強制選択」と呼ばれるヒロインにとって重要なイベントがあり、これを選択しないと当該ヒロインのティアポイントが多く増加してしまう。ティアポイントが一定数以上になったヒロインは攻略不可能となり、通常ヒロイン5人全員が攻略不可能になった場合は自動的にゲームオーバーとなる。

## 登場人物

### メインキャラクター
水野 哲也（みずの てつや）
本作の主人公。私立瑞鳳（みずほ）学園高校3年2組。卒業まで約半年となったが、将来の夢や進路が決まらずに悩んでいる。
仲根 るい（なかね るい）
声：伊月ゆい
誕生日5月5日、血液型A型、身長155cm
本作のヒロイン。3年2組。文化祭のミス瑞鳳学園コンテストで連覇するなど学園のアイドル的存在で、告白する男子生徒が後を絶たない。学業成績は優秀かつ水泳部にも所属するなど文武両道。人の面倒もよく見るなど優しい性格であり、非の打ち所がない少女。動物好きであり獣医を志望しているが、過去のある出来事が原因で猫が苦手。
真田 柚子（さなだ ゆずこ）
声：稲村優奈
誕生日8月30日、血液型O型、身長157cm
3年4組。哲也の家の近所に住む幼馴染で、生まれて間もない頃からの付き合い。哲也からは「柚」と呼ばれている。家庭科部所属で、家事全般が得意。温厚な反面優柔不断なところがあり、他人の意見に流されやすいのが欠点。将来の夢は保育士になることだがピアノの演奏は苦手で、哲也にも「不気味な音」と言われてしまったほど。恐がりでもあり、暗い場所が嫌い。
雪代 かつら（ゆきしろ かつら）
声：佐藤利奈
誕生日12月24日、血液型AB型、身長165cm
3年1組。元生徒会長。すでに会長の職は退いているが、遅刻の取り締まりなどの活動は継続している。規則に厳格で、特に不正行為を嫌っている。容赦のない物言いから男子生徒からは総じて近寄りがたいイメージを持たれている反面、凜とした雰囲気に憧れる女子生徒は多く、ラブレターを多数貰っている。意外に面倒見が良く、困っている人を見ると放っておけない一面もあり。学業成績は大変優秀で、試験の成績は常にトップ。
上原 穂香（うえはら ほのか）
声：中山恵里奈
誕生日4月10日、血液型A型、身長162cm
3年2組。目立たない少女で、普段は大抵自分の席で読書をしている。非常に人見知りが激しく、人と直接会話するのが苦手であり動揺するとすぐに泣き出してしまう。胸がとても大きく（陸曰く推定Fカップ）、陸や真子の標的にされてしまうこともしばしば。身体があまり丈夫ではないため保健室の世話になることが多い。飛美に憧れており、理想の女性像と語っている。
桜川 依緒（さくらがわ いお）
声：野川さくら
誕生日8月24日、血液型B型、身長152cm
2年1組。アイドル声優として活躍しており、校内にもファンクラブが存在するという。小柄でかわいらしい見た目に似合わずしっかりした性格。放送部員でもあり、真子とも親しい。困ったことがあるとうそ泣きを駆使して切り抜ける小悪魔的な面もある。常に自分の行動に干渉してくる兄の存在が悩みの種（声優として活動することにも反対されている）。

### サブキャラクター
百瀬 真子（ももせ まこ）
声：渡辺明乃
誕生日7月27日、血液型B型、身長161cm
3年3組。放送部所属。るいの親友。お笑いをこよなく愛し、日常会話の際も相手に突っ込みを要求するほど。将来の夢は夫婦漫才師だが、相方を求めて男女に関わりなく声をかけまくっている。陸同様に巨乳好きであり、女子同士なのをいいことに穂香の胸をさわったりもしている。
小笠原 光里（おがさわら ひかり）
声：小清水亜美
誕生日10月27日、血液型O型、身長159cm
3年1組。柚子の親友であり、哲也とも中学時代からの付き合い。見た目が派手な今風の女子高生。噂話、特に恋愛の話には目がなく、日々情報収集につとめている。明るく人懐っこい性格で、誰とでも友達になれるため交友関係は広い。口が悪い面もあり、哲也や陸とは言い争いもする喧嘩友達のような間柄。将来の夢は玉の輿。
神風イベントの発生週が早く、唯一体験版でスカートを捲られる。また、他のキャラはパンチラ後スカートで隠れるが、光里のみパンツ丸見えのまま、イベント後、選択肢で展開が変わるなど、サービスが多い。
秋山 飛美（あきやま あすみ）
声：氷上恭子
誕生日2月19日、血液型A型、身長169cm
瑞鳳学園の養護教諭。26歳。哲也の従姉（母親の姉の娘）で、両親が仕事の都合で海外に赴任中のため水野家に同居している。公私のけじめを大切にする性格で、哲也に対し学校では「秋山先生」と呼ぶように言っている（校内では2人の関係は柚子以外は知らない）。家では気が抜けているのか天然気味の行動が多い。生徒の悩みを親身になって聞くなどよく面倒を見るので生徒、特に女子生徒からの人望はあつい。
井上 祇園（いのうえ ぎおん）
声：福井裕佳梨
誕生日3月3日、血液型A型、身長139cm
小柄な謎めいた少女。神出鬼没で学園の至るところに出没しては哲也に説教めいた話をして去っていく。名前の通り自分の行動に擬音をつける妙な癖の持ち主でもある。漫画版では瑞鳳学園の理事長という設定になっている。
桜川 圭悟（さくらがわ けいご）
声：田坂秀樹
誕生日8月24日、血液型B型、身長183cm
3年1組。元生徒会副会長。依緒の兄。人柄は悪くないようだが、頭が固く空気の読めない言動が多い。重度のシスコンでもあり、妹の行動に何かと干渉しがちだが当の依緒からは煙たがられている。学業成績の点でかつらを一方的にライバル視しているが、一度も勝てたことはない。
森岡 陸（もりおか りく）
声：矢部雅史
誕生日6月16日、血液型A型、身長157cm
3年2組。哲也の友人。女の子が好きなお調子者だが義理堅い一面もある。卒業までに彼女を作ることが目標。るいとは同じ中学の出身で、当時告白をして（本人曰く「勢いで」）ふられてしまったとのことだが現在でも良好な友人関係を築いている。低い身長がコンプレックスのようで、指摘されると怒る。巨乳好き。すでに引退しているが野球部に所属していて、時々顔を出している模様。

## スタッフ
- 製作総指揮：木谷高明（ブロッコリー）、松村和俊（サーカス）
- 企画：ブロッコリー、サーカス
- シナリオ：GameCRAB
- ゲーム開発：サーカス、GameCRAB
- キャラクターデザイン：依澄れい
- オープニング曲：佐藤ひろ美『Tears in snow』
- エンディング曲：yozuca*『君とあしたへ』

## コミック
あさきによるコミカライズ版が「コミデジ」創刊号（2005年12月10日発売・隔月刊）から連載された。2006年4月に「コミデジ」の発行元の変更が行われ「コミデジ+」となったが継続しての掲載が行われている。

### 単行本
- 2006年12月21日発売 ISBN 978-4797339352（全1巻）

## ラジオ
ラジオトゥルーティアーズ るいと穂香の瑞鳳学園放送部(T_T)
パーソナリティ：伊月ゆい、中山恵里奈、井上祇園
ゆいとさくらの てぃあらじ 番外編
パーソナリティ：伊月ゆい、野川さくら

## 実写版
『true tears〜pure album〜』は「true tears」の実写版DVD。2006年12月22日にDSEより発売された。

### スタッフ
- 原作：La'cryma
- 監督：畑澤和也
- 助監督：池田将人
- 脚本：兵頭一歩
- 撮影：土田淳一
- 照明：八木栄一
- 音響効果：藤本淳
- 編集：松本崇

### キャスト
- 仲根るい：武田梓
- 真田柚子：鈴木亜里沙
- 雪代かつら：川原真琴
- 上原穂香：立花未樹・中山恵里奈
- 桜川依緒：梶原ひかり
- 小笠原光里：後嵩西美香
- 百瀬真子：田中りこ
- 井上祇園：奥ノ矢佳奈
- 真田葉子：稲村優奈
- 橋本明典

## テレビアニメ
2008年1月から同年3月まで放送された。「真実の涙」というコンセプトは同じくするものの、キャラクター、ストーリーともにオリジナルとなっている。